# Dockenkasten
Dockenkasten ist eine historische, vor allem in Süddeutschland verbreitete Bezeichnung für eine Puppenstube bzw. einen Puppenkasten, den Kinder, besonders kleine Mädchen, als Spielzeug benutzten. Er umfasste in der Regel Spielpuppen und Zubehör, die für die Erziehung und Bildung zur Haushaltung von Bedeutung waren. Abgeleitet ist das Wort von dem historischen Wort für „Puppe“ im mittelhochdeutschen (tocke = Docke) bzw. althochdeutschen (tocka = Puppe), auf schwäbisch Dock bzw. Docke.
Bei den Puppen handelte es sich in der Regel um weibliche Puppen, vom Wickel- und Wiegenkind bis zum Erwachsenen. Darüber hinaus gehörten aber auch Figuren wie Hampelmann, Reiter, Soldaten, Pferde usw. sowie Gegenstände wie Möbel u. a. dazu. Oft wurde unter einem Dockenkasten auch eine Kiste mit Spielpuppen für ein Puppentheater verstanden, wie sie z. B. auf Marktplätzen zum Einsatz kam.
Bekannt sind Dockenkästen seit dem 16. Jahrhundert. Historisch überliefert sind u. a.:
- Dockenkasten der Herzogin Maria Jakobäa von Baden (1507–1580)
 Dieser Dockenkasten der Herzogin Jakobäa wurde von 1576 bis 1579 vom Stuttgarter Hofmaler Hans Steiner (vor 1550–1610) bemalt.[8][9] Es wurde am Witwensitz nach Ableben der Herzogin in München gefunden. Unbekannt ist, wann die Herzogin dieses Puppenhaus, das offenbar ihre eigene Hofhaltung darstellt, anfertigen ließ.
- Ulmer Dockenkasten
 Lotte Rosenbusch (1924–2010) hat in den 1970er und 1980er Jahren den Ulmer Dockenkasten des Museums Ulm nicht nur restauriert, sondern auch in Aquarellen und Zeichnungen dokumentiert.[10]